# Karančo chocholatý
Karančo chocholatý (Caracara cheriway) je dravý druh ptáka z čeledi sokolovitých.

## Popis
Karančo chocholatý měří na délku 49 až 63 centimetrů, rozpětí křídel činí 118 až 132 cm a váží 701 až 1 387 gramů.

## Chování

### Potrava
Tento druh je mrchožravý, tudíž jeho hlavní potravu tvoří hlavně mršiny, ojediněle sní i ovoce. Pokud loví, tak většinou pouze kořist, která je zraněná či mladá. Vzácně je tímto druhem loveno některé vodní ptactvo, a to až do velikosti ibise bílého.

### Reprodukce
Hnízdění probíhá v období mezi prosincem a květnem. Hnízda jsou 60 až 100 cm dlouhá a 15 až 40 cm hluboká. Snáší 2 či 3 (vzácně 1 až 4) růžovo-hnědá vejce s tmavšími tečkami.